# Ptilocichla
Ptilocichla es un género de aves paseriformes perteneciente a la familia Pellorneidae. Sus tres miembros se encuentran solamente en el archipiélago malayo.

## Especies
Se reconocen las siguientes especies:
- Ptilocichla falcata – ratina de Palawan;
- Ptilocichla leucogrammica – ratina de Borneo;
- Ptilocichla mindanensis – ratina de Mindanao.